# Pierino
Pierino est le personnage traditionnel de nombreuses blagues italiennes. Il est représenté comme un enfant ou adolescent impertinent, impétueux et gauche, brouillon et parfois mal élevé et instable.

## Version cinématographique
La version cinématographique comporte trois films dont le personnage Pierino est interprété par Alvaro Vitali et tournés en six mois entre la fin de 1981 et le début de 1982. Vitali, considéré comme le précurseur, a inspiré au moins quatre ou cinq films du même genre. Considérant les tentatives de relance du genre des années 1990, Vitali a joué « Pierino » dans six films, dont deux n'ont jamais été distribués.

### Série officielle (avec Vitali)
- Le Cancre du bahut (Pierino contro tutti), réalisation de Marino Girolami (10.8.1981)
- Pierino, médecin de la Sécurité sociale (Pierino medico della SAUB), réalisation de Giuliano Carnimeo (23.12.1981)
- Pierino colpisce ancora (it), réalisation de Marino Girolami (19.2.1982)
- Pierino torna a scuola (it), réalisation de Mariano Laurenti (7.8.1990)

### Série non officielle
- Pierino le casse-pieds (it) (Pierino il fichissimo), réalisé par Alessandro Metz (it) avec Maurizio Esposito (it) (30.12.1981)
- Pierino la peste alla riscossa!, réalisé par Umberto Lenzi avec Giorgio Ariani (9.1.1982)
- Quella peste di Pierina (it), réalisé par Michele Massimo Tarantini avec Marina Marfoglia (it) (19.2.1982)
- Che casino... con Pierino! (it), réalisé par Bitto Albertini avec Roberto Gallozzi (it) (22.4.1982)
- Messo comunale praticamente spione (it), distribué sous le titre Pierino aiutante messo comunale... praticamente spione (23.6.1982) réalisé par Mario Bianchi avec Tony Raggetti.

## Pierino, équivalent dans les autres pays
- Albanie: Nastradini
- Arménie : Vartanik
- Brésil: Joãozinho (diminutif de João) ou Juquinha[1]
- Bulgarie: Ivancho
- Tchéquie: Pepíček (diminutif de Pepa et de Josef)[2]
- Croatie: Ivica o Perica
- Estonie: Juku
- Finlande: Pikku-Kalle
- France: Toto (Blague de Toto)
- Allemagne: Fritzchen
- Grèce: Totos
- Kosovo: Hasa & Husa
- Inde: Shubodh Balok (bengalais), Suresh (hindi) ou Tintumon (malayalam)[3]
- Lituanie: Petriukas
- Luxembourg: Pitti
- Mexique: Pepito
- Pays-Bas: Jantje, stéréotype d'enfant hollandais, diminutif de Jan[4]
- Pologne: Jaś (aussi Jasio ou Jasiu - diminutifs de Jan)[5]
- Pérou: Jaimito
- Royaume-Uni: Little Johnny
- Roumanie: Bulă
- Russie: Vovotchka (Вовочка)
- Serbie: Perica
- Espagne: Jaimito
- Slovénie: Janezek[6]
- Afrique du Sud: Jannie
- Turquie: Temel
- Hongrie: Móricka
- États-Unis: Johnny